# 東館山高山植物園

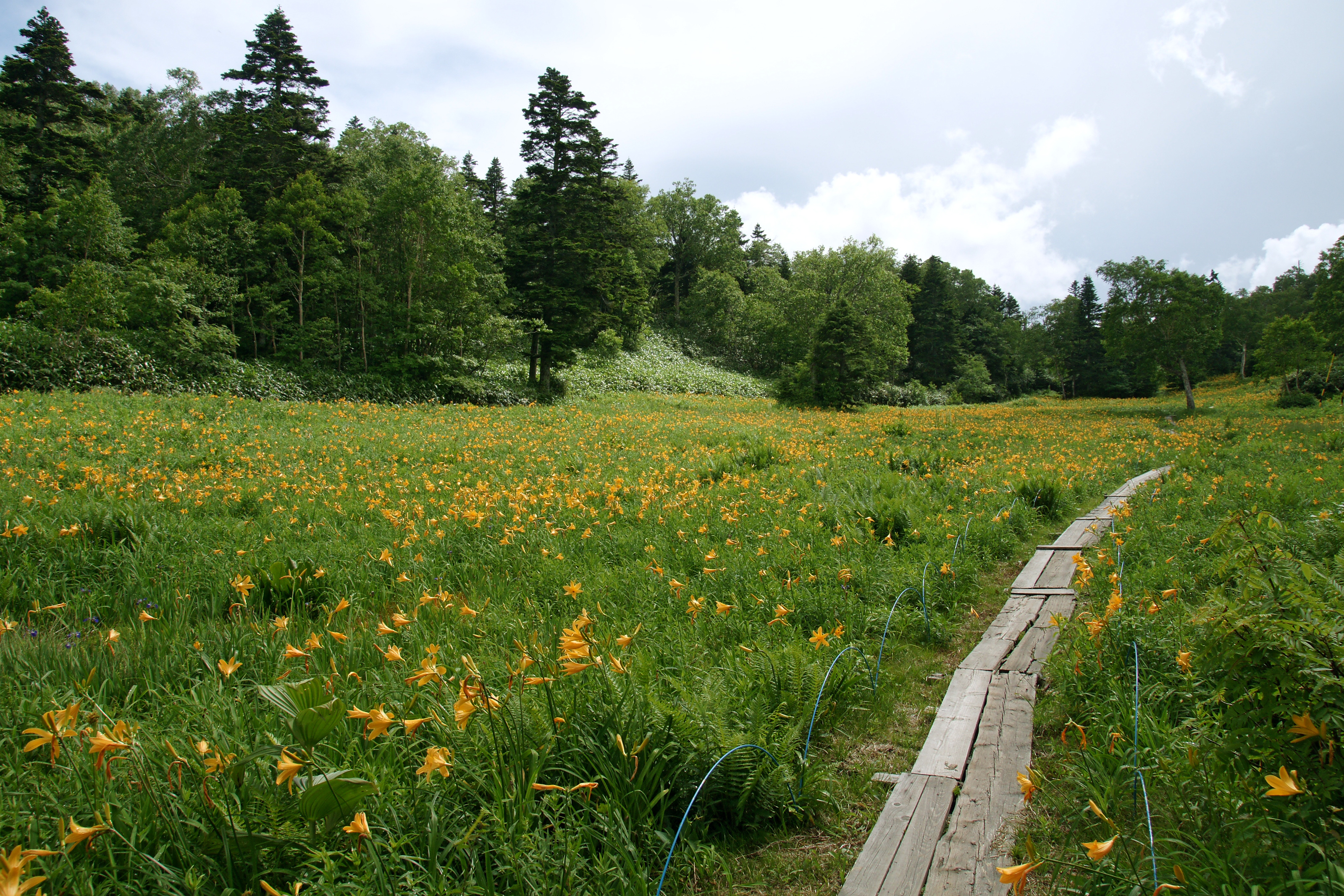
ゼンテイカ群落

東館山高山植物園（ひがしだてやまこうざんしょくぶつえん）は長野県山ノ内町の志賀高原にある植物園。

## 概要
標高2,030mの東館山山頂エリアの南斜面に設けられた高山植物園である。1960年（昭和35年）に開園した。エリアは約10万平方メートルに及び、そこに志賀高原に自生する500種類の高山植物が植えられている。初夏に観られるゼンテイカの約5万平方メートルの大群落は、志賀高原のグリーンシーズンを代表する風景の一つとされる。
長野五輪の行われた東館山スキー場のゲレンデはこの植物園の一部であり、夏には沢山の花が咲く。

## 利用情報
- 開園時間：8:40-16:40
- 開園期間：7月1日〜10月25日 （荒天時は閉園）
- 所在地：長野県下高井郡山ノ内町志賀高原発哺

## 交通アクセス
- 長野電鉄 湯田中駅から長電バス志賀高原方面行きで約30分、「蓮池」もしくは「ロープウェイ」（蓮池のそば）バス停下車、志賀高原ロープウェイで発哺温泉駅へ向かい東館山ゴンドラリフトに乗り継ぎ、「東舘山頂駅」下車徒歩すぐ。
  - 「奥志賀高原ホテル」行きを使って発哺温泉で下車し、直接東館山ゴンドラリフトに乗車する事も可能。
- 長野電鉄 湯田中駅から長電バス志賀高原方面、「奥志賀高原ホテル」」行きで高天ヶ原マンモススキー場下車。そこから高天ヶ原サマーリフトにて山頂近くまで登頂可能。
- 長野駅から志賀高原方面へ長電バスの急行バスも通っている。